# Pilocrocis metachrysias
Pilocrocis metachrysias là một loài bướm đêm trong họ Crambidae.